# Wassian Uglicki
Wassian Uglicki, nazwisko świeckie: Szestichinski (ur. w 1439, zm. 12 lutego 1509 w okolicach Uglicza) – święty mnich prawosławny.
Był duchowym uczniem innego późniejszego świętego mnicha, Paisjusza Uglickiego. Pochodził z rodziny szlacheckiej. W wieku 33 lat wstąpił do monasteru Opieki Matki Bożej w Ugliczu i po krótkim czasie złożył w nim śluby wieczyste. Po dwudziestu latach życia we wspólnocie poprosił Paisjusza, przełożonego klasztoru, o błogosławieństwo na życie pustelnicze. W 1492 przeniósł się na krótko do Monasteru Nikoło-Ujemskiego, po czym osiedlił się w pustelni 30 wiorst na południe od Uglicza. Tam szybko zyskał sławę świętego starca, wokół niego zaczęli gromadzić się naśladowcy. W pobliżu miejsca swojego zamieszkania wzniósł drewnianą cerkiew Trójcy Świętej. Powstał przy nim monaster pod tym samym wezwaniem. Mnich Wassian zmarł w nim 12 lutego 1509, po 17 latach kierowania wspólnotą. 
Po swojej śmierci mnich miał dokonać kilku cudów: na jego grobie człowiek imieniem Gierasim miał zostać wyzwolony spod wpływu złego ducha, zaś inny, Walerian, odzyskać zdrowie. W 1548 zakonnicy monasteru założonego przez świętego ogłosili, że jego ciało nie rozłożyło się.